# Orzech (wieś)
Orzech (niem. Orzech) – wieś w Polsce, położona w województwie śląskim, w powiecie tarnogórskim, w gminie Świerklaniec, w połowie drogi z Nakła Śląskiego do Radzionkowa.
W latach 1975–1998 wieś należała administracyjnie do województwa katowickiego.

## Historia
Pierwsze zapisy o miejscowości Orzech znajdują się w księdze parafialnej kościoła św. Małgorzaty w Bytomiu i pochodzą z około 1224 roku. Są to zarysy szkiców granic osady w pisowni Oreh w języku łacińskim. W spisanym po łacinie dokumencie z października 1277 roku biskup krakowski Paweł z Przemankowa zakłada parafię kamieńską, do której zostaje włączona osada Orzech – wymieniona w nim jako Orech. Pierwszym właścicielem wsi był książę Kazimierz bytomski. W 1307 roku Orzech przeszedł w posiadanie Piotra z Paniów.
Stara osada górnicza, ośrodek średniowiecznego górnictwa kruszcowego (rud ołowiu, srebra i cynku). W 1545 roku istniało tu 8 szybów, odwadnianych kunsztami wodnymi napędzanymi konnymi kieratami, płuczka rudy i piec do jej wytopu. W XIX wieku właścicielem wsi był hrabia Henckel von Donnersmarck.

## Architektura

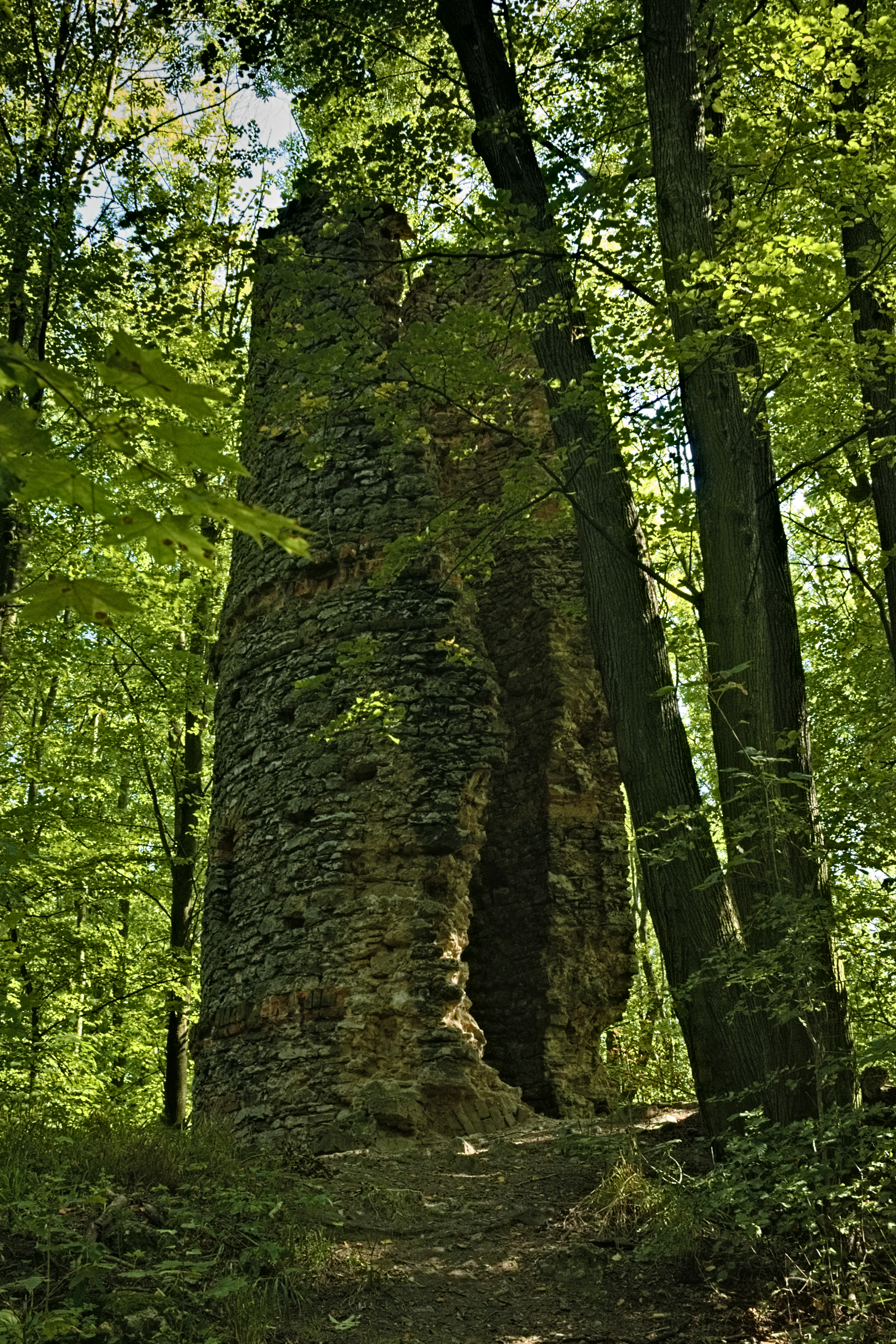
Romantyczne ruiny w Orzechu (2019)

Przy ulicy Wieczorków znajduje się kościół poświęcony w 1984 roku, podlegający parafii Najświętszej Maryi Panny Jasnogórskiej w Orzechu.

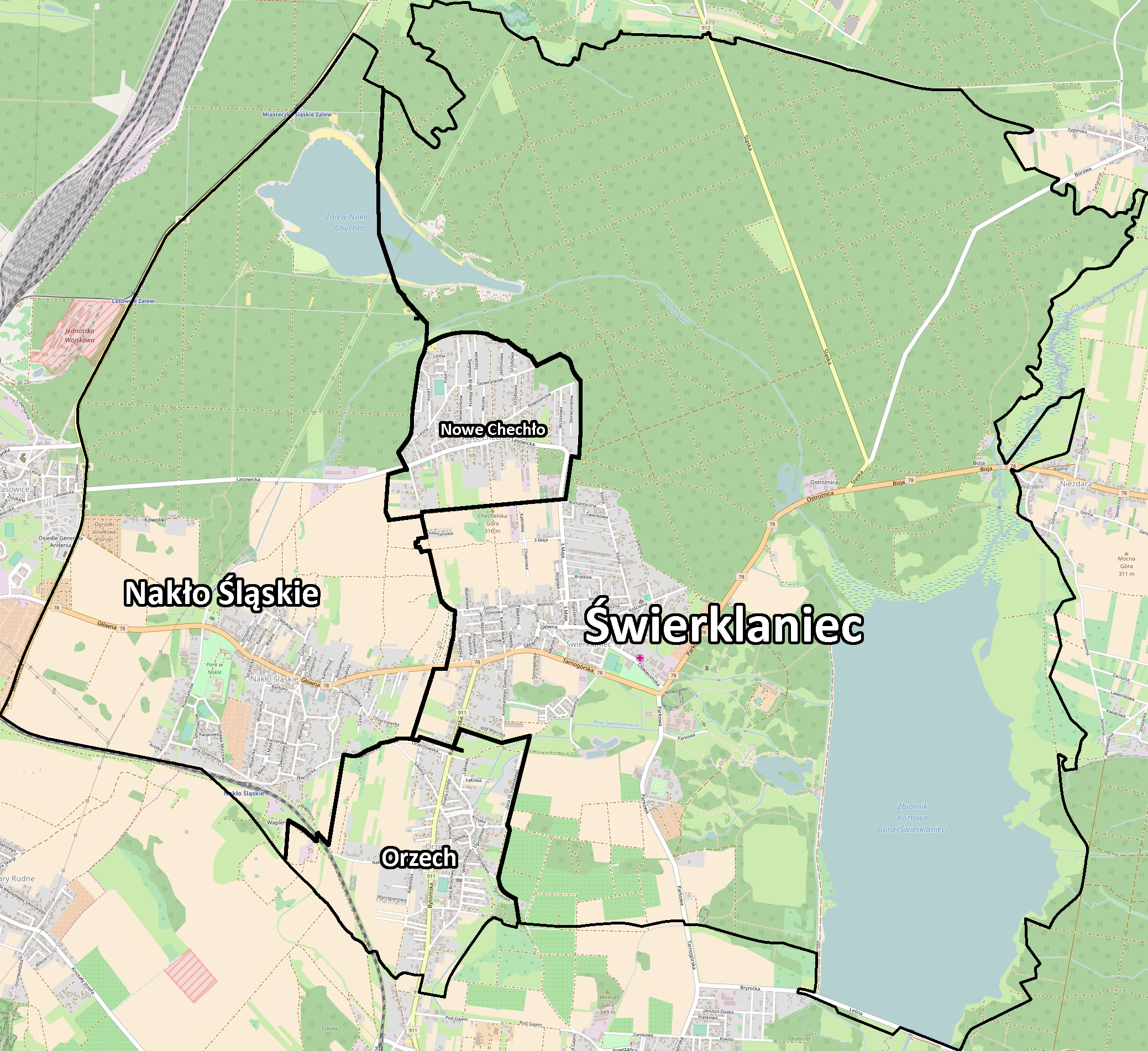
Orzech na tle gminy Świerklaniec

Na wschód od centrum wsi znajduje się jej jedyny zabytek – sztuczne „ruiny zamku” z XIX wieku. Ponadto w gminnej ewidencji zabytków gminy Świerklaniec figurują: krzyż przydrożny z 1877 roku u zbiegu ulic Szkolnej i Lompy oraz kapliczka przydrożna z 1895 roku.